# Hepola
Hepola är en tätort (finska: taajama) i Kemi stad (kommun) i landskapet Lappland i Finland. Vid tätortsavgränsningen 31 december 2012 hade Hepola 1 878 invånare och omfattade en landareal av 3,31 kvadratkilometer.
Hepola har tillhört Kemi stad åtminstone sedan 1960.

## Befolkningsutveckling
| Befolkningsutvecklingen i Hepola 1960–2012 | Befolkningsutvecklingen i Hepola 1960–2012 | Befolkningsutvecklingen i Hepola 1960–2012 | Befolkningsutvecklingen i Hepola 1960–2012 | Befolkningsutvecklingen i Hepola 1960–2012 |
| ------------------------------------------ | ------------------------------------------ | ------------------------------------------ | ------------------------------------------ | ------------------------------------------ |
|                                            |                                            |                                            |                                            |                                            |
| År                                         |                                            |                                            | Folkmängd                                  | Landareal (km²)                            |
| 1960                                       | 1960                                       |                                            | 737                                        | 1,85                                       |
| 1970                                       | 1970                                       |                                            | 1 071                                      | 1,85                                       |
| 1980                                       | 1980                                       |                                            | 1 898                                      | 1,8                                        |
| 2012                                       | 2012                                       |                                            | 1 878                                      | 3,31                                       |